# Yossi Cohen
Yosef "Yossi" Meir Cohen (en hebreo: יוסף מאיר כהן‎; Jerusalén, 10 de septiembre de 1961) es exdirector del Mossad, la agencia de inteligencia nacional de Israel.

## Biografía
En agosto de 2013, fue nombrado Asesor de Seguridad Nacional del Primer Ministro de Israel, Benjamín Netanyahu. En diciembre de 2015, Cohen fue designado para suceder a Tamir Pardo como director del Mossad.   y asumió el cargo en enero de 2016.
En 2019 Cohen hizo una serie de viajes secretos a la República Democrática del Congo. Para ese año Netanyahu consideraba a Cohen como la mejor persona para sucederlo como primer ministro cuando deje el cargo, según The Jerusalem Post.
En junio de 2021, Cohen se retiró de la agencia de inteligencia nacional de Israel.
El periódico The Guardian reportó en 2024 que Cohen amenazó en reuniones secretas a la fiscal de la Corte Penal Internacional, Fatou Bensouda, para que abandonara su investigación iniciada en 2021 relativa a crímenes de guerra y de lesa humanidad hacia los palestinos, diciéndoleː «Deberías ayudarnos y dejarnos cuidar de ti. No querrás meterte en cosas que puedan comprometer tu seguridad o la de tu familia». Cohen también obtuvo transcripciones de grabaciones secretas del esposo de la fiscal mediante las operaciones del Mossad.